# Deric Washburn
Deric Washburn (* Buffalo) ist ein US-amerikanischer Drehbuchautor.
Zusammen mit Quinn Redeker, Louis Garfinkle und Michael Cimino war er 1979 für den Film Die durch die Hölle gehen für einen Oscar in der Kategorie Bestes Originaldrehbuch und den Golden Globe Award/Bestes Filmdrehbuch nominiert. In den Jahren 1972 bis einschließlich 1987 trat er insgesamt vier Mal als Drehbuchautor in Erscheinung.

## Filmografie
- 1972: Lautlos im Weltraum (Silent Running)
- 1978: Die durch die Hölle gehen (The Deer Hunter)
- 1982: Grenzpatrouille (The Border)
- 1987: Ausgelöscht (Extreme Prejudice)